# Gabriel Reinking
Gabriel Reinking (* 23. September 1949 in München) ist ein deutscher Theaterregisseur, Bühnenautor und Schauspieler.

## Leben

### Kindheit und Jugend
Als Sohn der Eheleute Reinking, der Kostümbildnerin Annelies Reinking, geborene Sartorius, vom Münchner Gärtnerplatztheater und des Bühnenbildners Wilhelm Reinking wuchs Gabriel Reinking in München Harlaching auf. Die bayerische Metropole mit ihrer weltberühmten Kultur, der spezifischen Lebensart und Küche prägen die Werke und Arbeiten Gabriel Reinkings als Regisseur und Schriftsteller bis heute. Umso einschneidender erlebte Gabriel Reinking den Umzug 1955 in die als preußisch empfundene, geteilte Hauptstadt Berlin. Wilhelm Reinking war dort die Stellung des Chefausstatters der Städtischen Oper Berlin angeboten worden.
Gabriel Reinking besuchte das Internat Hermann-Lietz-Schule auf Spiekeroog. Aus dieser Zeit stammt Reinkings Erdverbundenheit für das Land. Dort und nur dort lohne es sich zu leben. Dort tankte er Kraft. Dort entstehen seine Texte. Eine Stadt, gar eine Metropole ist bestenfalls dazu da, um Reinkings Werken einem urbanen Publikum vorzustellen.

### Ausbildung und erste Erfolge
Gabriel Reinking begann seine Ausbildung mit einer Buchhändlerlehre in dem Kunstwissenschaftlichen Verlag Gebrüder Mann. Nach einem einjährigen Studium an der Università Italiana per stranieri di Perugia folgte er, der Tradition der Familie entsprechend, dem Ruf des Theaters. Gabriel Reinking begann seine Theaterarbeit 1975 fünf Jahre lang als Regieassistent an den Staatlichen Schauspielbühnen Berlin. Zu seinen Lehrmeistern zählen die damals bedeutenden Regisseure des deutschsprachigen Schauspieltheaters u. a. Hans Lietzau, Boleslaw Barlog, Niels-Peter Rudolph, Harry Buckwitz. Parallel dazu absolvierte Gabriel Reinking seine Schauspielausbildung im Schauspielstudio Hanny Herter, Berlin, so wie bei Herbert Fischer und John Strassberg. Mit der "Schmetterlingsschlacht" von Hermann Sudermann macht Gabriel Reinking erstmalig auf dem Berliner Theatertreffen 1979 auf sich aufmerksam.

### Frühe Arbeiten als Regisseur
1981 berief der Intendant Ulrich Brecht des Stadttheaters Essen Gabriel Reinking als Regisseur in die Krupp-Stadt. Reinking vertrat das Theater mit auf den Berliner Festspielen 1982. Reinkings nachhaltigste Arbeit dort ist seine umjubelte Inszenierung „Tod eines Handlungsreisenden“ von Arthur Miller 1983. Dieser Erfolg verdankt sich der kollegialen Ensemble-Arbeit, die Gabriel Reinking mit seinen pädagogischen Fähigkeiten im Umgang mit Schauspielerinnen und Darstellern gemeinsam entwickelte. Durch seine Erfahrungen der Psychoanalyse gelingt es Reinking immer wieder, den psychologischen Befindlichkeiten der Figuren auf den Grund zu gehen. Viel Beachtung fanden auch die Inszenierungen von Thomas Bernhard „Vor dem Ruhestand“, und „Die Eisenwichser“ von Heinrich Henkel in Essen.

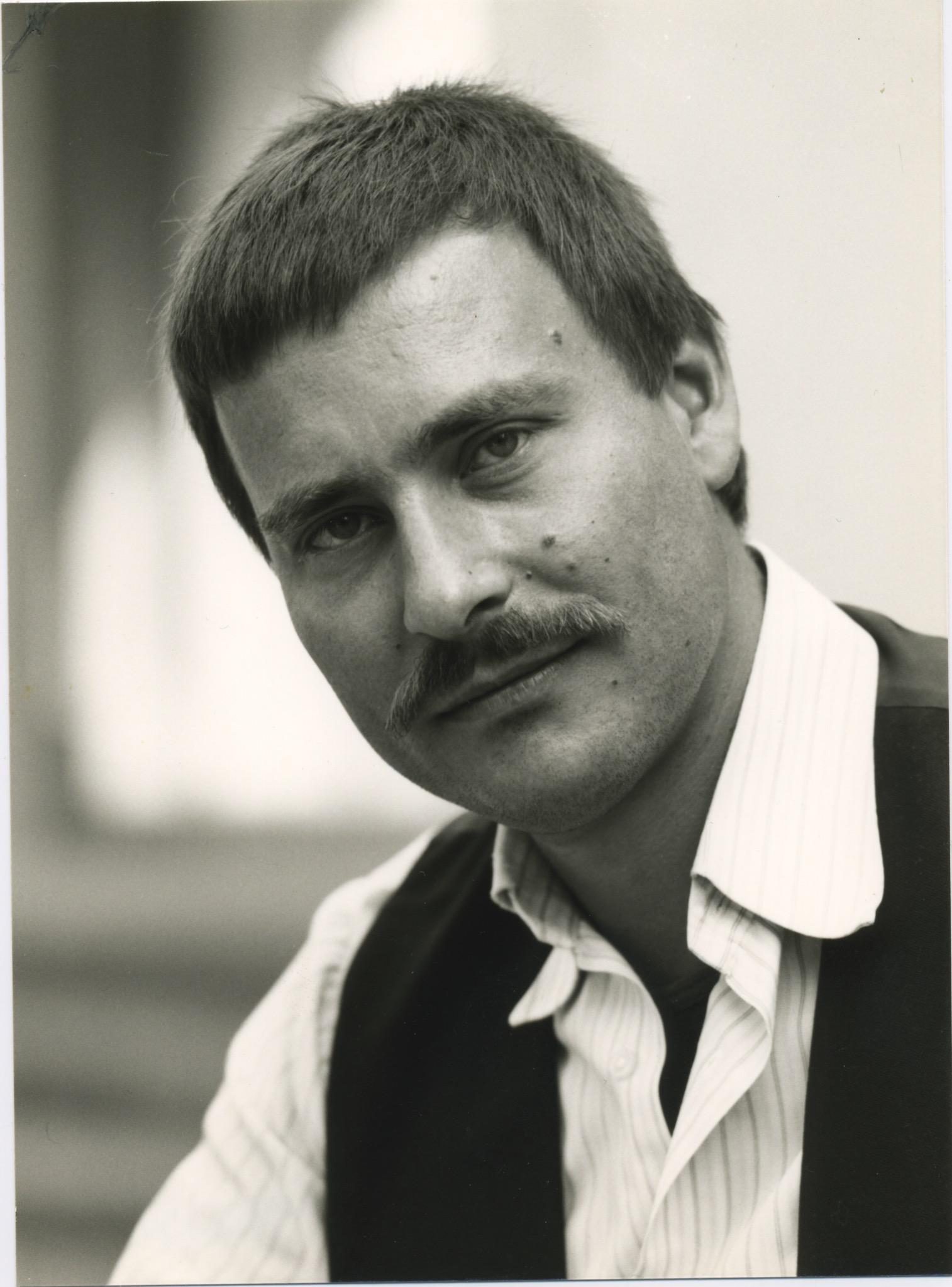
Gabriel Reinking, vor der Inszenierung von Lessings Minna von Barnhelm, Pressefoto Landestheater Bruchsal, 1983

1984 ergab sich die Chance als Oberspielleiter an die Badische Landesbühne in Bruchsal zu wechseln. Mit Staunen stellte die Presse damals, in Zeiten des Regietheaters, fest, dass es möglich ist, einen Klassiker „Minna von Barnhelm“ von Lessing auch klassisch inszeniert einem heutigen Publikum zugänglich zu machen.
Der Sorge um die alten Eltern zog Gabriel Reinking nach Berlin zurück. 1985 wurde Reinking Ausbilder und Geschäftsführer der Berliner Theaterschule DIE ETAGE und führte diese in Zusammenarbeit mit dem Bundesinstitut für Berufsbildung zur staatlichen Anerkannten Berufsfachschule.

### Theater unter freiem Himmel
Aus Reinkings früherer Tätigkeit an den Staatlichen Bühnen Berlins rührte der Kontakt zum Staatsschauspieler Achim Grubel. Dieser hatte in Berlin-Spandau die Freilichtbühne an der Zitadelle reaktiviert und suchte nun nach einem Partner, um das „Altstadt Theater Spandau GmbH“ dauerhaft zu arrivieren. Für Gabriel Reinking bedeutete dies eine Periode des Lernens. Das Theaterspiel unter freiem Himmel unterliegt seinen ganz eigenen Voraussetzungen und Anforderungen hinsichtlich Ton- und Sprachverständlichkeit sowie den absehbaren Herausforderungen gegenüber der Witterung. Hier setzte Gabriel Reinking vor allem auf die klassische Theaterliteratur von Shakespeare bis Moliere.

Die Inszenierung „Brief einer Unbekannten“ Stefan Zweig, 1992, von Gabriel Reinking für die Bühne adaptiert, ging mit Monica Gruber in der Hauptrolle nach der Premiere im Studiotheater des Altstadt Theaters auf Tournee in Europa mit Stationen in Parchim, Innsbruck, München, Wien, Frankfurt und St. Petersburg.

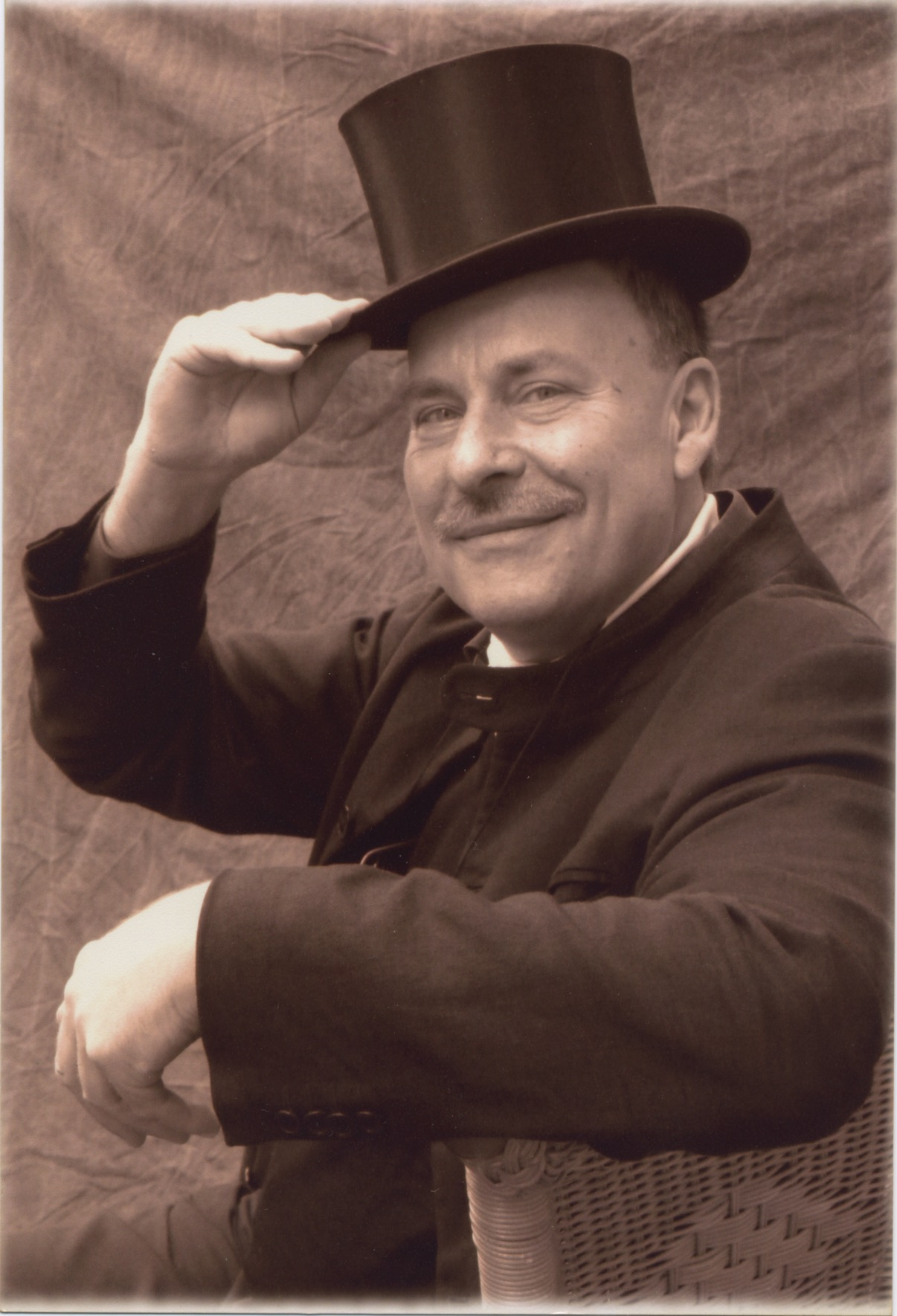
Pressefoto Gabriel Reinking mit Zylinder, Museum Dahlenburg, 2018

Gabriel Reinking avanciert zu einem gefragten Regisseur für Theaterfestspiele unter freiem Himmel, wobei er seine Regiearbeit mit schriftstellerischer Ausarbeitung als Autor der aufzuführenden Stücke verband, in die er auf historische Ereignisse Bezug nahm. So erzählt Gabriel Reinking exakt recherchierte Episoden der Geschichte der geteilten Stadtgemeinden von Verden an der Aller mit Motiven aus "Romeo und Julia" von Shakespeare. Die Inszenierung von 2003 mit dem Bühnenbildner Kay Vollbehr und dem Architekten Steffen Adam, den Reinking schon vorher für Szenenbilder in Spandau verpflichtet hatte, wurde zum Publikumsrenner – ein Teil der Besetzung rekrutierte sich aus Verdener Bürgern und wurde 2005 bei ausverkauftem „Haus“ wiederholt.
2009 bat die Stadt Mölln in Holstein Gabriel Reinking zum Gedenken an Till Eulenspiegel ein Festspiel auszurichten. Reinking verwebt in seinem Stück historische Ereignisse der Stadt Mölln und Lübeck mit den von Hermann Bote überlieferten Eulenspiegel Geschichten. Die Aufführung trugen wiederum Bürger der Stadt Mölln mit einem Kern von Profischauspielern in den Hauptrollen.
An der Göhrde bei Dahlenburg fand Gabriel Reinking schließlich die Heimat auf dem Lande, die er immer ersehnt hatte. Auf dem Gebiet der Göhrde fand am 13. September 1813 ein Scharmützel der Befreiungskriege statt. Alle zwei Jahre wird dieser Auseinandersetzung mit einer historisierenden Nachstellung gedacht. Zusammen mit dem Kulturbeauftragten von Dahlenburg, Markus Dauber, schlug Gabriel Reinking vor, die Nachstellung der „Göhrdeschlacht“ durch ein Theaterstück aufzuwerten. Reinking erinnert anhand von historischen Dokumenten an den Kampf der Lützower Jäger für einen Deutschen Verfassungsstaat. Im Mittelpunkt steht die legendäre Eleonora Prochaska. Von 2011 bis 2013 war Gabriel Reinking Künstlerischer Leiter der Göhrdefestspiele in Dahlenburg.
Ab 2004 leitete Gabriel Reinking 20 Jahre lang die freie Theatertruppe der Ratzeburger Inselkomödianten. In den letzten Jahren arbeitet Gabriel Reinking wieder als Dozent für Schauspiel, Dramaturgie und Rhetorik an der Hanseatischen Akademie der Medien in Lübeck. und am itb, Hamburg (Institut für Training u. Beratung). 2015 trat Gabriel Reinking auf der Freien Bühne Wendland in Platenlaase, Jameln, im Volksmärchen Der Prinz von Portugal von Wolfgang Knauth auf.

## Werkverzeichnis

### Liste der Arbeiten als Schauspieler (Auszug)
| Datum | Autor                            | Werk                         | Aufführungsort                         |
| ----- | -------------------------------- | ---------------------------- | -------------------------------------- |
| 1959  | Antoine de Saint-Exupéry         | Der kleine Prinz             | Schallplattenproduktion Fritz Genschow |
| 1981  | Friedrich Schiller               | Wallenstein                  | Theater der Stadt Essen                |
| 1982  | Ferdinand Raimund                | Alpenkönig und Menschenfeind | Theater der Stadt Essen                |
| 1982  | Tennessee Williams               | Endstation Sehnsucht         | Theater der Stadt Essen                |
| 1982  | Johann Wolfgang von Goethe       | Götz von Berlichingen        | Theater der Stadt Essen                |
| 1982  | Reiner Lücker und Stefan Reisner | Die Erbschaft                | Theater der Stadt Essen                |
| 1983  | Paul Burkhard                    | Feuerwerk                    |                                        |
| 1984  | Wolfgang Krajewski               | Graublaue Tage               | Selekt Film                            |
| 1987  | Albert Camus                     | Die Gerechten                | Freies Schauspiel, Berlin              |
| 1993  | William Shakespeare              | Ein Sommernachtstraum        | Altstadt Theater Spandau               |
| 1995  | Curt Goetz                       | Ingeborg                     | Mecklenburgisches Landestheater        |
| 2015  | Wolfgang Knauth                  | Der Prinz von Portugal       | Freie Bühne Wendland                   |

### Liste der Arbeiten als Regisseur (Auszug)
| Datum      | Autor                              | Werk                                             | Aufführungsort                               |
| ---------- | ---------------------------------- | ------------------------------------------------ | -------------------------------------------- |
| 1979       | Volker Ludwig Musik Birger Heymann | Max und Milli                                    | Theater Ingolstadt                           |
| 1979       | Hermann Sudermann                  | Die Schmetterlingsschlacht                       | Berliner Festwochen, Vagantenbühne, Berlin   |
| 1980       | Royce Ryton                        | Zu mir oder zu dir                               | Wolfgang Borchert Theater, Münster           |
| 1982       | Heinrich Henkel                    | Die Eisenwichser                                 | Theater der Stadt Essen, Berliner Festwochen |
| 1983       | Arthur Miller                      | Tod eines Handlungsreisenden                     | Theater der Stadt Essen                      |
| 1983       | Thomas Bernhard                    | Vor dem Ruhestand                                | Theater der Stadt Essen                      |
| 1984       | Federico García Lorca              | Bernarda Albas Haus                              | Theater der Stadt Essen                      |
| 1984       | Gotthold Ephraim Lessing           | Minna von Barnhelm                               | Badische Landesbühne, Bruchsal               |
| 1990       | Brandon Thomas                     | Charleys Tante                                   | Altstadt Theater Spandau                     |
| 1992       | Stefan Zweig                       | Brief einer Unbekannten                          | Altstadt Theater Spandau                     |
| 1993       | William Shakespeare                | Ein Sommernachtstraum                            | Altstadt Theater Spandau                     |
| 1995       | Curt Goetz                         | Ingeborg                                         | Mecklenburgisches Landestheater, Parchim     |
| 2000       | Aldo Nicolaj                       | Zwei herrenlose Katzen                           | Theater im Stall, Neu-Horst                  |
| 2003, 2005 | Gabriel Reinking                   | Liebesleid und Mauerstreit                       | Domfestspiele Verden                         |
| 2004       | Julie Schrader                     | Genoveva oder die weiße Hirschkuh                | Inselkomödianten, Ratzeburg                  |
| 2005       | Friedrich Schiller                 | Fräulein Julie                                   | Hanseatische Akademie, Lübeck                |
| 2005       | Anton Tschechow                    | Der Bär, Der Heiratsantrag                       | Inselkomödianten, Ratzeburg                  |
| 2006       | Urs Widmer                         | Top Dogs                                         | Hanseatische Akademie, Lübeck                |
| 2006       | Mino Belli                         | Das Leben ist kein Film mit Doris Day            | Inselkomödianten, Ratzeburg                  |
| 2007       | Bertolt Brecht                     | Die Dreigroschenoper                             | Hanseatische Akademie, Lübeck                |
| 2007       | Axel Hellsteinius                  | Elliung                                          | Inselkomödianten, Ratzeburg                  |
| 2008       | Aldo Nicolaj                       | Keine Spur von Reue                              | Inselkomödianten, Ratzeburg                  |
| 2009       | Gabriel Reinking                   | Eule und Spiegel                                 | Eulenspiegel Festspiele, Mölln               |
| 2010       | Wolfgang Kohlhaase                 | Fisch zu viert                                   | Inselkomödianten, Ratzeburg                  |
| 2011 2013  | Gabriel Reinking                   | Liebe und Tod in der Göhrde (erweiterte Fassung) | Gemeinde Dahlenburg                          |
| 2011       | Mattias Stoltze                    | Versteh einer die Frauen                         | Inselkomödianten, Ratzeburg                  |
| 2018       | Francis Durbridge                  | Plötzlich und unerwartet                         | Inselkomödianten, Ratzeburg                  |
| 2019       | Jack Popplewell                    | Keine Leiche ohne Lily                           | Inselkomödianten, Ratzeburg                  |
| 2020       | Lutz Hübner                        | Frau Müller muss weg                             | Inselkomödianten, Ratzeburg                  |

### Liste der Arbeiten als Bühnenautor (Auszug)
| Datun | Auftraggeber            | Ort              | Titel                                      |
| ----- | ----------------------- | ---------------- | ------------------------------------------ |
|       |                         | unveröffentlicht | Hans mein Igel                             |
| 2003  | Domfestspiele           | Verden           | Liebesleid und Mauerstreit, Historiendrama |
| 2009  | Eulenspiegel Festspiele | Mölln            | Eule und Spiegel                           |
| 2011  | Göhrdefestspiele        | Dahlenburg       | Liebe und Tod in der Göhrde                |